# Neil Carmichael (baron Carmichael de Kelvingrove)
Pour les articles homonymes, voir Neil Carmichael (homme politique) et Carmichael.
Neil George Carmichael, baron Carmichael de Kelvingrove (10 octobre 1921 - 19 juillet 2001) est un homme politique écossais. Il est député travailliste de Glasgow de 1962 à 1983.

## Jeunesse
Carmichael est le fils du député James Carmichael et le petit-fils de George Carmichael, membre fondateur du Parti travailliste indépendant (ILP). Il fait ses études à l'Eastbank Academy, à Shettleston, et au Royal College of Science and Technology, Glasgow. Pendant la Seconde Guerre mondiale il est objecteur de conscience. Il est ingénieur et conseiller au conseil municipal de Glasgow.

## Carrière parlementaire
Carmichael est élu député de Glasgow Woodside lors d'une élection partielle en novembre 1962 (discours inaugural du 17 décembre 1962 (669 c930-4)) et occupe le siège jusqu'à ce que la circonscription soit abolie aux élections de février 1974, puis il est élu pour Glasgow Kelvingrove. Il sert dans les gouvernements de Harold Wilson à divers postes, dont celui de secrétaire parlementaire aux Transports (1967-1969), de secrétaire parlementaire à la Technologie (1969-1970) et plus tard de sous-secrétaire à l'environnement (1974-1975) puis à l'Industrie (1975-1976).
En 1980, il présente un projet de loi d'initiative parlementaire pour rendre la ceinture de sécurité obligatoire, mais il échoue pendant l'étape du rapport.
Pour les élections générales de 1983, sa circonscription est abolie et fusionnée avec Glasgow Hillhead qui est remportée lors d'une élection partielle par l'ancien chef adjoint travailliste Roy Jenkins pour le SDP. Les deux députés sortants s'affrontent, et Jenkins, désormais leader du SDP, l'emporte par 1164 voix.
Carmichael est créé pair à vie en tant que baron Carmichael de Kelvingrove, de Camlachie dans le district de la ville de Glasgow le 10 octobre 1983. Pendant son séjour à la Chambre des lords, il est le porte-parole du Labour sur les transports et l'Écosse.
Carmichael est décédé des suites d'un accident vasculaire cérébral après une longue maladie, selon Lord Graham d'Edmonton.

## Vie privée
Il est marié à Kay Carmichael, un activiste politique écossais; de 1948 jusqu'à leur divorce en 1987. Ensemble, ils ont une fille .